# Tahina
Tahina, monotipski rod palmi sa otoka Madagaskara. Jedin vrsta je Tahina spectabilis iz tribusa Corypheae.
Tahina spectabilis je endem Madagaskara. Nalazi se samo u okrugu Analalava na sjeverozapadu Madagaskara. Palmu Tahina otkrili su upravitelj francuske plantaže indijskog oraščića Xavier Metz i njegova obitelj, koji su 2007. šetali udaljenom sjeverozapadnom regijom Madagaskara kada su naišli na cvjetnu jedinku i poslali fotografije u vrtove Kewa– na identifikaciju.
Pojavljuje se u blago valovitim brežuljcima i ravnicama regije, kojom sada dominiraju antropogeni travnjaci, postoji mali izdanak 'tsingy', krškog tercijarnog vapnenca, dugačak oko 250 m, s poluprirodnom vegetacijom. Tahina raste na sezonski plavljenom zemljištu u podnožju vapnenačkog brda na nadmorskoj visini između 10 i 20 m.
Povećana učestalost požara vjerojatno je trenutačno glavna prijetnja, budući da je većina nekadašnjih staništa transformirana. Ispaša stoke također predstavlja prijetnju preostalom staništu i obnovi ove vrste.
U tijeku su napori za očuvanje ove vrste distribucijom sjemena i uzgojem u botaničkim vrtovima. Lokalitet nije službeno zaštićen. Potrebno je redovito praćenje populacije.
Njegovo ime potječe od "Tahina", madagaskarske riječi koja znači "biti zaštićen" ili "blagoslovljen", što je ime Anne-Tahine Metz, kćeri njegovog pronalazača, dok "spectabilis" na latinskom znači spektakularan.
Kasnije ju je Međunarodni institut za istraživanje vrsta izabrao kao jedno od deset najvećih otkrića vrsta u 2008. godini.

## Opis
Ova palma je vrlo rijetka, zaštićena vrsta s Madagaskara. Njegovih manje od 100 poznatih jedinki genetičari klasificiraju kao pripadnike plemena palmi Chuniophoeniceae. Vrlo malo se zna o životnom ciklusu ove palme, ali primjerci su najveća palma porijeklom s Madagaskara, s visinama do dvadeset metara i listovima do tri metra u promjeru.
Tahina spectabilis vrsta je ogromne palme koja se nalazi samo u okrugu Analalava na sjeverozapadu Madagaskara. Može narasti do 18 m (59 ft) i ima lišće preko 5 m (16 stopa). Pojedinačno stablo otkriveno je dok je cvjetalo 2007. godine; prvi put je opisan sljedeće godine kao rezultat fotografija koje su poslane u Kew Gardens u Ujedinjenom Kraljevstvu radi identifikacije. Smatra se da palma živi do pedeset godina prije nego što proizvede ogroman cvat i nakon toga umre. Smatra se da postoji manje od stotinu jedinki te vrste, a Međunarodna unija za očuvanje prirode ocijenila ju je kao "kritično ugroženu".
Vrsta je koja proizvodi bezbrojne cvjetove i (nakon ploda) umire, dovoljno se razlikuje od drugih poznatih palmi da opravda stvaranje monotipskog roda Tahina, koji je sada uključen s tri druga roda u pleme Chuniophoeniceae; ostali članovi nalaze se na Arapskom poluotoku, Tajlandu i Kini. Smatra se da postoji manje od stotinu jedinki te vrste.
Tahina spectabilis obično izgleda slično drugim palmama. Međutim, kada procvjeta, što John Dransfield iz Kraljevskih botaničkih vrtova, Kew procjenjuje da se događa svakih 30 do 50 godina, na vrhu stabljike izraste veliki cvat koji se raspada u grane od stotina cvjetova. Neuspjeh hranjivih tvari koji ovaj prikaz povlači za sobom dovodi do smrti organizma u roku od nekoliko mjeseci.

## Sinonimi
Nema.